# Eunice, Clarice, Thereza
Eunice, Clarice e Thereza é um documentário brasileiro em curta-metragem, de 1979, dirigido e produzido por Joatan Vilela Berbel. O filme é centrado em três mulheres que a ditadura militar de 1964 fez viúvas: Eunice Paiva, Clarice Herzog e Thereza Fiel. Em 1980, foi lançado, mas nunca chegou aos cinemas. Recentemente, em 2025, foi restaurado e relançado em 2k pela organização sem fins lucrativos Cinelimite.

## Sinopse
O curta-metragem narra a história de três mulheres que tiveram seus maridos mortos pela ditadura civil militar, Eunice Paiva, viúva do engenheiro Rubens Paiva, Clarice Herzog, viúva do jornalista Vladimir Herzog, e Thereza Fiel, viúva do metalúrgico Manoel Fiel Filho. As três dão seus relatos reconstruindo uma memória da repressão estatal de uma perspectiva íntima.

## Contexto
O documentário foi filmado em pleno regime militar, no ano de 1979, e sofreu fortes ameaças de censura. Por isso, sua distribuição foi feita unicamente em sindicatos, cineclubes e espaços de ativismo, virando uma ferramenta crucial na luta contra a ditadura.
Nessa época, o cinema brasileiro estava passando por um paradoxo: existia um apoio estatal à produção de filmes ao mesmo tempo em que a censura atuava de forma intensa. Nesse contexto, o cinema novo estava dando lugar ao cinema comercial e nacionalista voltado para os interesses da ditadura. É nessa época que surge também o cinema marginal, com filmes produzidos por cineastas com menos recursos que visavam explorar temas sociais e políticos.

## Restauração
Em 2025, foi restaurado em 2k a partir de uma cópia combinada preservada no acervo da Comissão Nacional da Verdade, presente no Arquivo Nacional no Rio de Janeiro. Nessa nova versão digital, corrigiu-se as cores desbotadas e as sujeiras da cópia, algumas até manualmente. A restauração foi realizada pelo laboratório do Cinelimite, sob a supervisão de Joatan Vilela Berbel, diretor do documentário.